# Карой Шандор
Карой Шандор (угор. Sándor Károly, 26 листопада 1928, Сегед — 10 вересня 2014, Будапешт) — угорський футболіст, що грав на позиції флангового півзахисника, нападника, зокрема, за клуб МТК (Будапешт), а також національну збірну Угорщини.
Триразовий чемпіон Угорщини. Володар кубка Угорщини. Дворазовий володар Кубка Мітропи.

## Клубна кар'єра
У футболі дебютував 1945 року виступами за команду «Моравароші Кінісі», в якій провів два сезони.
1947 року перейшов до клубу МТК (Будапешт), за який відіграв 17 сезонів. Більшість часу, проведеного у складі МТК, був основним гравцем команди. У складі МТК був одним з головних бомбардирів команди, маючи середню результативність на рівні 0,48 голу за гру першості. За цей час тричі виборював титул чемпіона Угорщини. Завершив професійну кар'єру футболіста виступами за команду МТК у 1964 році.

## Виступи за збірну
1949 року дебютував в офіційних матчах у складі національної збірної Угорщини. Протягом кар'єри у національній команді провів у її формі 75 матчів, забивши 27 голів.
У складі збірної був учасником:
чемпіонату світу 1958 року у Швеції, де зіграв проти Уельсу (1-1), господарів (1-2) і Мексики (4-0);
чемпіонату світу 1962 року у Чилі, де зіграв проти Англії (2-1), Болгарії (6-1) і Чехословаччини (0-1).
Помер 10 вересня 2014 року на 86-му році життя у місті Будапешт.

## Титули і досягнення
- Чемпіон Угорщини (3):

МТК (Будапешт): 1951, 1953, 1957–1958
- Володар кубка Угорщини (1):

МТК (Будапешт): 1952
- Володар Кубка Мітропи (2):

МТК (Будапешт): 1955, 1963